# Alida de Jong
Aaltje (Alida) de Jong (Amsterdam, 18 december 1885 - Sobibór, 9 juli 1943) was een Joods-Nederlandse vakbondsbestuurder en politica.

## Levensloop
Alida de Jong was een dochter van de diamantbewerker en melkslijter Levie de Jong en Sarah Serlui en tante van de historicus en eerste directeur van het RIOD Loe de Jong. Na de openbare lagere school en herhalingsonderwijs volgde De Jong een opleiding tot naaister. Ze werd kostuumnaaister, en was van 1912 tot 1940 bestuurslid van de Nederlandse Bond van arbeiders in de kledingindustrie. Ze werkte ook voor deze vakbond - eerst als tweede secretaresse, later als commissaris hoofdbestuur en lid van het dagelijks hoofdbestuur. Ook was ze vertegenwoordigster bij het Nederlands Verbond van Vakverenigingen. Vanaf 1927 vervulde De Jong bestuursfuncties bij de Sociaal-Democratische Arbeiderspartij (SDAP).
Van 1931 tot 1933 en vanaf 1937 was De Jong namens de SDAP lid van de Tweede Kamer der Staten-Generaal. Daarnaast was ze vanaf 1935 lid van de Amsterdamse gemeenteraad. In de Tweede Kamer sprak ze vooral over onderwerpen rond economische zaken en arbeid, defensie en sociale zaken. In december 1931 speelde ze een leidende rol in de stakingen bij de Hollandiafabrieken en in 1932 voerde ze de onderhandelingen bij een arbeidsconflict in de Amsterdamse confectie-industrie.
In 1940 werd ze door de Duitse bezetter uit de gemeenteraad gezet. Tijdens de razzia van 20 juni 1943 werd De Jong opgepakt en naar Doorgangskamp Westerbork vervoerd. Op 6 juli dat jaar werd ze op transport gezet naar vernietigingskamp Sobibor, waar ze op 9 juli werd vermoord.

## Verder lezen
- Peter-Paul de Baar, Alida de Jong (1885-1943). Een vakbondsvrouw van voor de oorlog. Uitgave van Vrouwenband FNV en Alida de Jongschool (Amsterdam/Utrecht 1986). Gebaseerd op De Baars gelijknamige doctoraalscriptie geschiedenis, UvA 1984.